# 长沙师范学院
28°14′29″N 113°04′43″E / 28.241489°N 113.078499°E
长沙师范学院（英語：Changsha Normal University），坐落在湖南省长沙市长沙经济技术开发区星沙，2013年获教育部批准升格为湖南省本科大学。

## 历史
1912年，中华民国著名教育家徐特立建立了长沙县立师范学校。
1917年，长沙女子师范学校建立。
1926年，长沙女子师范学校并入长沙县立师范学校，合署办公。
1928年，长沙县立师范学校更名长沙县立中学。
1943年，长沙县立中学更名长沙县立师范学校。
1946年，湖南省女子师范学校建立。
1950年，长沙女子师范学校、长沙师范学校并入湖南省女子师范学校。
1952年，更名湖南省长沙女子师范学校。
1959年，更名湖南省幼儿师范学校。
1974年，更名长沙师范学校。
2002年，升格长沙学前教育职业学院。
2004年，更名湖南儿童工程职业学院。
2005年，更名长沙师范学校（专科）。
2013年4月，更名长沙师范学院。

## 学校院系
长沙师范学校一共拥有10个系。
| 长沙师范学院 | 长沙师范学院   |
| 院系         |                |
| ------------ | -------------- |
| 院系         | 学前教育系     |
| 院系         | 初等教育系     |
| 院系         | 音乐舞蹈系     |
| 院系         | 外语系         |
| 院系         | 美术动画系     |
| 院系         | 电子信息工程系 |
| 院系         | 数字出版印刷系 |
| 院系         | 艺术设计系     |
| 院系         | 经济管理系     |
| 院系         | 体育系         |

## 学校专业
长沙师范学校一共有8大专业群共27个专业40个专业方向。
| 长沙师范学校 | 长沙师范学校     |
| 专业         |                  |
| ------------ | ---------------- |
| 专业         | 教育类           |
| 专业         | 英语类           |
| 专业         | 动漫与数字传媒类 |
| 专业         | 艺术设计类       |
| 专业         | 印刷与包装类     |
| 专业         | 电子信息类       |
| 专业         | 计算机控制技术类 |
| 专业         | 旅游类           |

## 学校机构
| 长沙师范学院机构         | 长沙师范学院机构             | 长沙师范学院机构             | 长沙师范学院机构 |
| 党政机构                 |                              |                              |                  |
| ------------------------ | ---------------------------- | ---------------------------- | ---------------- |
| 党政机构                 | 院党委、院行政办公室         | 宣传统战部                   | 组织人事处       |
| 党政机构                 | 计划财务处                   | 教务处                       | 科研处           |
| 党政机构                 | 督导室                       | 学生工作处                   | 招生就业处       |
| 党政机构                 | 总务处                       | 基建处                       | 纪检监察审计办   |
| 党政机构                 | 保卫处                       |                              |                  |
| 教学科研机构             |                              |                              |                  |
| 教育技术中心             | 图书馆                       | 继续教育部                   |                  |
| 基础课部                 | 徐特立纪念馆                 | 《学前教育研究》杂志社       |                  |
| 《长沙师范学校学报》     | 湖南省学前教育研究中心       | 学前教育研究所               |                  |
| 儿童艺术及儿童服装研究所 | 动漫设计与制作研究所         | 学校环境艺术设计研究所       |                  |
| 玩具设计与制造研究所     | 应用英语研究所               | 名师工作室                   |                  |
| 群团机构                 |                              |                              |                  |
| 院团委                   | 院工会                       | 校友会                       |                  |
| 产业机构                 |                              |                              |                  |
| 幼教集团                 | 长沙特立传媒公司             | 湖南长师幼教图书发行公司     |                  |
| 印刷厂                   | 长沙明天教育咨询有限公司     |                              |                  |
| 附属机构                 |                              |                              |                  |
| 中国学前教育研究会       | 教师发展专委会高、中专分委会 | 湖南省学前教育研究会         |                  |
| 湖南省幼教师资培训中心   | 徐特立研究会                 | 《学前教育研究》杂志社编辑部 |                  |
| 书刊发行部               | 附属小学                     | 第一附属幼儿园               |                  |
| 第二附属幼儿园           |                              |                              |                  |
| 临时机构                 | 百年校庆办公室               | 升办本科筹备办公室           |                  |

## 著名教师
- 徐特立（中华人民共和国教育家）
- 杨昌济（中华民国教育家）
- 朱剑凡（中华人民共和国教育家）
- 周谷城（中华人民共和国教育家）
- 柳直荀（中华民国革命家）

## 知名校友
- 田汉（音乐家，《中华人民共和国国歌》作词人）
- 许光达（军事家，中华人民共和国大将）
- 廖沫沙（中华人民共和国作家）
- 刘英（中华人民共和国政治人物）
- 谢冰莹（中华民国作家）
- 罗学瓒（中华民国革命家）

## 荣誉
- 湖南省“园林式单位”[2]
- 湖南省“文明高等学校”[2]
- 全国艺术教育先进单位[2]
- 国家级语言文字规范化示范校[2]
- 教育部人才培养工作水平“优秀”学校[2]
- 全国学前教师专委会专科分委会主持单位[2]
- 全国学前教师教育的龙头学校[2]